# Charlotte Dod

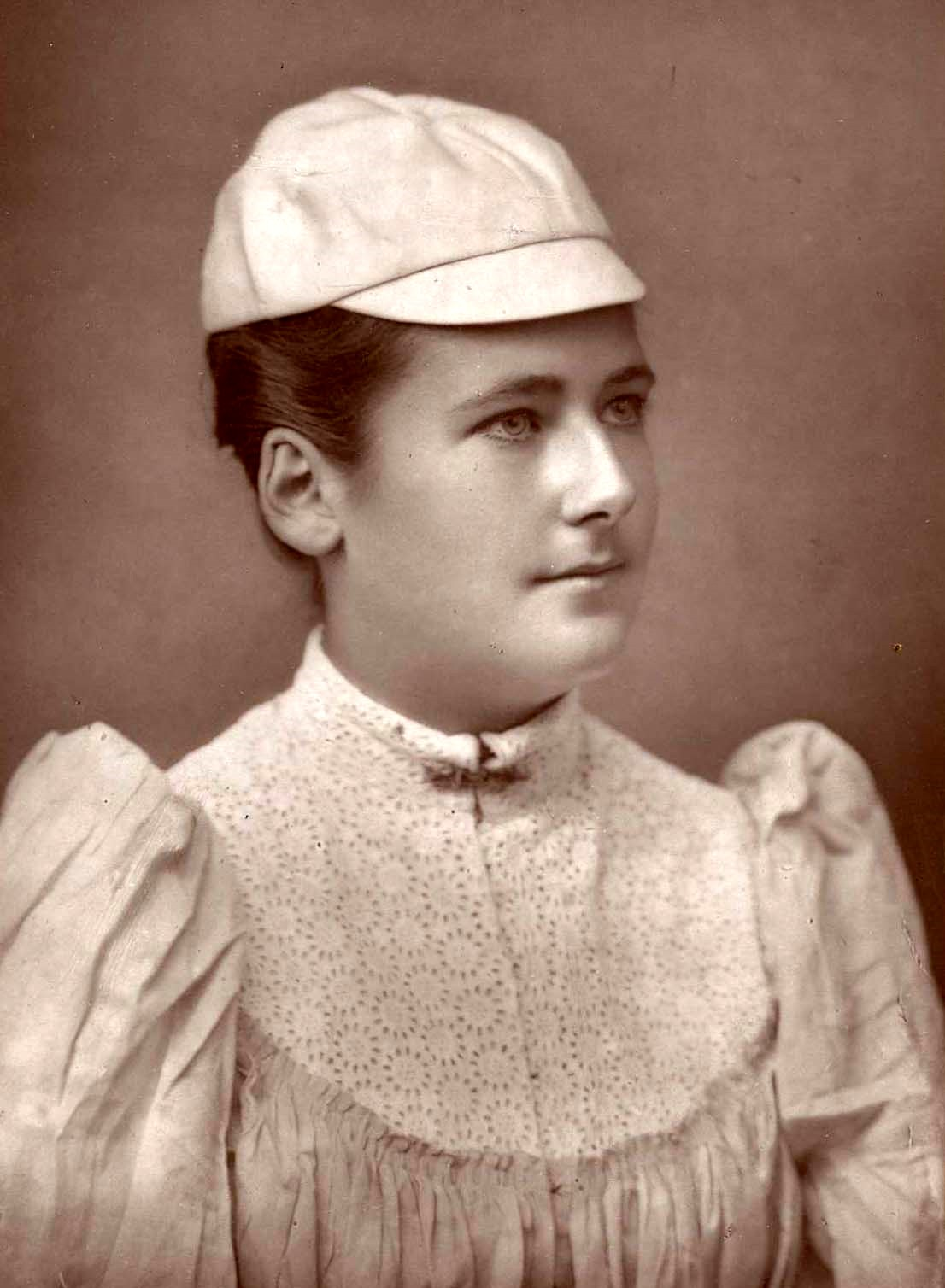
Charlotte Dod im Tennisdress (1891)

Charlotte „Lottie“ Dod (* 24. September 1871 in Bebington, England; † 27. Juni 1960 in Sway, England) war eine britische Sportlerin, die vor allem für ihre Erfolge im Tennis bekannt ist.
Das Guinness-Buch der Rekorde bezeichnet sie gemeinsam mit der Leichtathletin und Golfspielerin Babe Zaharias als die vielseitigste Sportlerin aller Zeiten. Charlotte Dod brillierte nicht nur als Tennisspielerin und ist seit ihrem Sieg im Dameneinzel im Jahre 1887 die bis jetzt jüngste Siegerin der Wimbledon Championships, sondern gewann auch die British Ladies Amateur Golf Championship, spielte im britischen Hockey-Nationalteam und gewann im Jahre 1908 bei den Olympischen Spielen eine Silbermedaille im Bogenschießen.

## Leben und Wirken

### Die frühen Jahre
Charlotte Dod wurde in Bebington, Cheshire als Tochter von Joseph und Margaret Dod geboren. Joseph Dod, der aus Liverpool stammte, war durch Baumwollhandel reich geworden. Das Vermögen, das der Vater anhäufte, war ausreichend groß, um seine vier Kinder ein Leben lang zu versorgen. Charlotte ging ebenso wie ihr Bruder William Dod niemals einer Erwerbstätigkeit nach.
Alle vier Kinder der Familie Dod waren erfolgreiche Sportler und gute Tennisspieler. Tennis war eine Sportart, die der Engländer Walter Clopton Wingfield aus dem Jeu de Paume entwickelt hatte und im Jahre 1874 als Sphairistike patentieren ließ. Der Sport war in kürzester Zeit als Sportart bei den wohlhabenden Bevölkerungsschichten in Großbritannien beliebt geworden. 1880, als Charlotte Dod neun Jahre alt war, waren in der Nähe des Familiensitzes Edgeworth zwei Tennisplätze errichtet worden und alle Kinder der Dods hatten seitdem dort regelmäßig gespielt. Ähnlich wie bei Charlotte Dod war dies jedoch nicht die einzige Sportart, in der sie gut waren. William Dod gewann bei den Olympischen Sommerspielen 1908 eine Goldmedaille. Annie Dod war eine gute Golferin, Eisläuferin und Billardspielerin. Tony Dod tat sich außerdem als Schachspieler und Bogenschütze hervor.

### Die Tennisspielerin Charlotte Dod

#### Tenniserfolge
1883, im Alter von elf Jahren, bestritt Charlotte Dod erstmals ein Tennisturnier. Gemeinsam mit ihrer acht Jahre älteren Schwester Annie nahm sie an den Northern Championships in Manchester teil. Die Schwestern verloren zwar bereits ihr erstes Spiel, gewannen aber dann die Trostrunde. Ein Journalist hielt bereits zu diesem Zeitpunkt fest, dass man von Charlotte Dod in Zukunft sicher noch mehr hören werde.
1885 nahm Charlotte Dod an demselben Turnier teil und wurde überregional bekannt, weil sie von  der Wimbledon-Siegerin Maud Watson im Finale, das mit 8:6 und 7:5 ausging, nur knapp besiegt wurde. Das Damendoppel gewann Charlotte Dod gemeinsam mit ihrer Schwester Annie. In einem Turnier in Waterloo kurz zuvor hatte sie bereits das Dameneinzel, das Damendoppel und das Gemischte Doppel gewonnen. Die Leistungen bei diesen beiden Turnieren führten dazu, dass die Presse sie jetzt gelegentlich als Little Wonder – Kleines Wunder – bezeichnete.

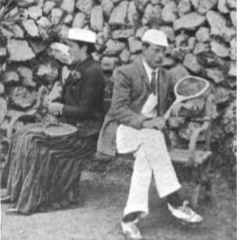
Lottie Dod und Ernest Renshaw, vor 1899

Charlotte Dod erwarb sich in den zwei folgenden Jahren den Ruf, eine der besten Tennisspielerinnen Großbritanniens zu sein. Bereits 1887 spielte die damals erst 15-jährige gemeinsam mit Ernest Renshaw, der bereits mehrfach in Wimbledon im Tennisdoppel erfolgreich war, im gemischten Doppel. 1887 war auch das Jahr, an dem Charlotte Dod das erste Mal am Tennisturnier in Wimbledon teilnahm. Als Frau spielte sie im knöchellangen Rock und im Korsett. Für das Turnier hatten sich sechs Teilnehmerinnen gemeldet. Charlotte Dod gewann die ersten Runden ohne Probleme und gewann dadurch das Recht, die Wimbledon-Siegerin des letzten Jahres, Blanche Bingley, herauszufordern.
1888 trafen die beiden Spielerinnen wieder im Finale des West of England Tournaments aufeinander. Die Turnierveranstalter hatten zwar entschieden, Charlotte mit einem Handicap von 15 Strafpunkten zu belasten, trotzdem gewann sie gegen ihre Konkurrentin, die nach ihrer Heirat jetzt unter dem Namen Blanche Hillyard antrat. Im Finale des Tennisturniers von Wimbledon dieses Jahres trafen die beiden gleichfalls aufeinander und erneut siegte Charlotte Dodd mit 6:3 und 6:3.
1889 nahm sie nur am Northern Championship teil, das sie gewann und verzichtete zur Enttäuschung ihrer Fans auf eine Teilnahme beim Tennisturnier von Wimbledon. Sie befand sich zu der Zeit gemeinsam mit ihrer Schwester Annie und einigen Freunden auf einem Segeltrip an der schottischen Küste und wollte diese Reise nicht wegen des Tennisturniers unterbrechen. 1890 nahm sie an gar keinem Turnier teil. 1891 gewann sie das Turnier in Wimbledon, wo ihre Finalgegnerin erneut Blanche Hillyard war.
1892 verlor Charlotte Dod ihr erstes Tennismatch seit 1886. Mary Louisa Martin schlug sie während des Irish Championships. Es war die letzte Niederlage von insgesamt fünf in ihrer gesamten Tenniskarriere. Das Turnier in Wimbledon gewann sie jedoch erneut in einem Finale, in dem sie wieder mit Blanche Hillyard zusammentraf.
Ihre letzte Saison als Turnierspielerin war 1893. Sie nahm lediglich an zwei Turnieren teil, die sie beide gewann. Beides Mal besiegte sie Blanche Hillyard in drei Sätzen, obwohl ein schwerer Sturz im Finale der Wimbledon Championships ihren Sieg noch gefährdete. Charlotte Dod hatte damit insgesamt fünf Mal in den Wimbledon Championships gesiegt. Dieser Rekord wurde allerdings schon im Jahre 1900 von Blanche Hillyard eingestellt, die nach sechs Niederlagen gegen Charlotte Dod ihren sechsten Titel im Jahre 1900 holte. Suzanne Lenglen stellte 1921 Charlotte Dods Rekord von drei aufeinanderfolgenden Siegen bei den Wimbledon Championships ein.
Neben ihrer Teilnahme an Tennisturnieren für Frauen spielte und gewann Charlotte Dod gelegentlich gegen Männer, die allerdings meist mit einem Handicap belastet wurden. Zu ihren spektakulärsten Siegen auf diesem Gebiet gehört der Sieg mit Herbert Baddeley im Tennisdoppel über Ernest Renshaw und George Hillyard.

#### Spielstil

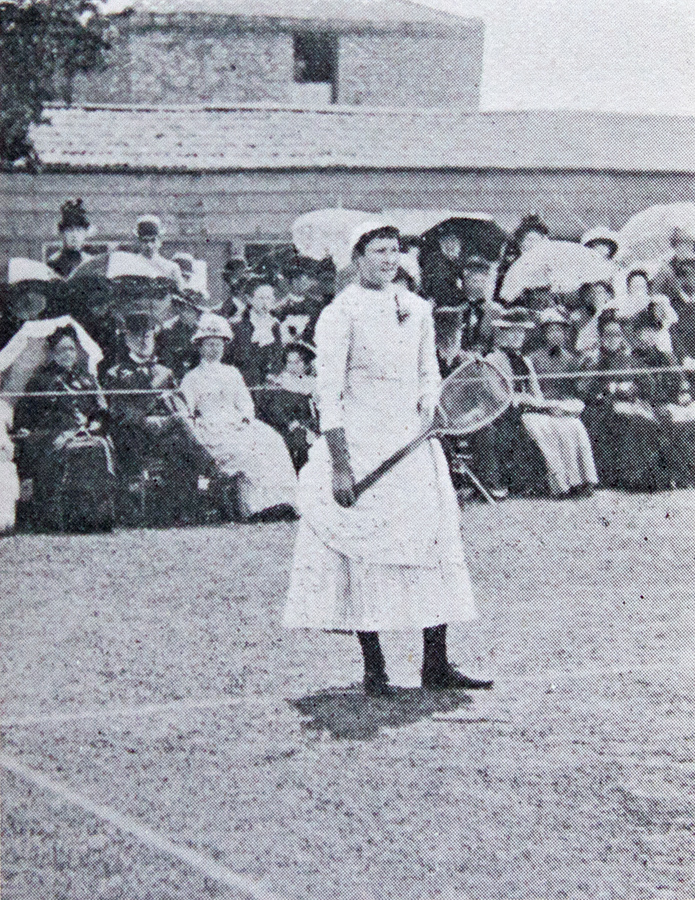
Lottie Dod, vor 1903

Charlotte Dods Spielweise galt in der damaligen Zeit als unorthodox, insbesondere, weil sie als eine der ersten häufig am Netz vollierte. Dazu hielt sie ihren Tennisschläger für die damalige Zeit ungewöhnlich. Der Volley war in der Anfangszeit des Tennis umstritten und galt bei Damen lange Zeit sogar als unschicklich. Dazu meinte sie

„In mixed doubles, is my opinion that the pair is much stronger when the lady can go up and volley, taking her fair share of the work [...] Ladies doubles would be far more interesting if fought like the gentlemen's, on the service line [...] Two good volleyers will beat two good back players or a volleyer and a back player.“

Wie die meisten ihrer Zeitgenossinnen schlug sie allerdings noch von unten auf. Sie glaubte nicht, dass sich der Überkopfaufschlag bei den Damen durchsetzen würde:

„It is doubtful whether ladies gain anything by serving overhand. In the majority of cases they expend a good deal of strength without making the service more difficult than the ordinary underhand; therefore, unless exceptionally good and performed without undue exertion, I do think ladies' overhand service is a great waste of strength.“

Dods größte Stärke war jedoch ihre Vorhand, die sowohl als sehr kraftvoll und zugleich platziert beschrieben wurde.

### Golf, Wintersport, Bergsteigen und Bogenschießen

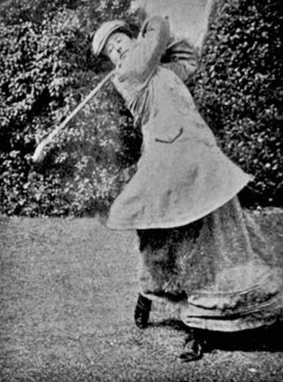
Lottie Dod, 1904

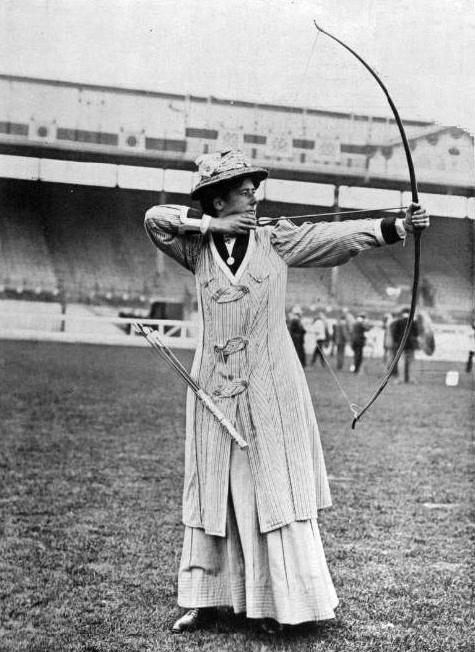
Lottie Dod, 1908 bei den Olympischen Sommerspielen

Auch wenn Tennis Charlotte Dods favorisierte Sportart blieb, wandte sie sich in den 1890er Jahren zunehmend anderen Sportarten zu. 1894 gründete sie den Moreton Golf Club mit und hielt nach wenigen Monaten mit 6 unter Par den Platzrekord. Sie reiste zu Golfturnieren durch ganz Britannien, wurde zweimal Dritte bei den nationalen Damen-Meisterschaften und gewann zahlreiche kleinere Golfturniere nebst einer Einladung nach Amerika.
Im Winter 1895 begleitete sie ihren Bruder Tony auf einer Reise in den Wintersportort St. Moritz, der zu der damaligen Zeit unter englischen Reisenden sehr populär war. Dort bestand sie die damals berühmte St. Moritz Prüfung im Eiskunstlauf für Damen. Charlotte Dod nahm auch am Cresta Run teil, einem Bobrennen in St. Moritz, und begann mit ihrem Bruder das Bergsteigen. Im Februar 1896 bestieg sie das erste Mal zwei 4000er.
Seit 1906 hatte sich Charlotte Dod dem Bogenschießen zugewandt. Zwei Jahre später, 1908, gewann sie bei den Olympischen Sommerspielen in London die Silbermedaille im Double National Round und beendete damit ihre sportliche Karriere.

### Späteres Leben
Lottie Dod blieb ihr Leben lang unverheiratet. Im Ersten Weltkrieg half sie als Krankenschwester und lebte dann mit ihrem Bruder William zusammen in London und in Devon. Nach Williams Tod 1954 zog Charlotte Dod nacheinander in verschiedene Pflegeheime. In ihrem letzten Heim in Sway starb sie 1960 im Alter von 88 Jahren.